# Plœuc-sur-Lié
Plœuc-sur-Lié (en bretón Ploheg) era una comuna francesa situada en el departamento de Costas de Armor, de la región de Bretaña, que el 1 de enero de 2016 pasó a ser una comuna delegada de la comuna nueva de Plœuc-l'Hermitage al fusionarse con la comuna de L'Hermitage-Lorge.

## Demografía
| Gráfica de evolución demográfica de Plœuc-sur-Lié entre 1800 y 2013 |
|                                                                     |

Los datos demográficos contemplados en este gráfico de la comuna de Plœuc-sur-Lié se han cogido de 1800 a 1999 de la página francesa EHESS/Cassini, y los demás datos de la página del INSEE.